# Examilia
Examilia  este un oraș în Grecia în prefectura Corintia.